# 米爾諾皮爾利亞 (薩拉塔區)
46°9′53″N 29°38′30″E / 46.16472°N 29.64167°E
米爾諾皮利亞（烏克蘭語：Мирнопілля）是位於烏克蘭西南部的村莊，由敖德萨州裡比爾霍羅德-德涅斯特羅夫斯基區的薩拉塔市鎮負責管轄。該村始建於1939年，面積0.82平方公里，海拔高度35米，2001年人口442，人口密度每平方公里539.02人。